# 颱風紅霞 (2015年)
颱風紅霞（英語：Typhoon Noul，國際編號：1506，聯合颱風警報中心：WP062015，菲律賓大氣地球物理和天文服務管理局：Dodong）為2015年太平洋颱風季第6個被命名的風暴。「紅霞」（韓語：노을）一名是由北韓所提供，是指日落時紅色的天空。
根據數位颱風網資料顯示，紅霞於5月4日被給予國際編號與命名，是史上第二早被日本氣象廳升格為熱帶風暴的第6號熱帶氣旋，僅次於1971年熱帶風暴貝貝的5月3日升格紀錄。而紅霞在5月9日傍晚被香港天文台升格為該部門之超強颱風，連同2月的颱風海高斯和3月至4月的颱風美莎克，這意味著2015年風季是2009年香港天文台採用新熱帶氣旋分級制，新增「強颱風」及「超強颱風」以來，首個於5月或之前出現3個超強颱風的風季；紅霞亦是年內第2個達到日本氣象廳之「猛烈的」評級，和第3個達到「超級颱風」分級的熱帶氣旋。紅霞的路徑符合「轉向型」的西北太平洋熱帶氣旋，沿副熱帶高壓脊西行逼近菲律賓呂宋，之後繞過該高壓脊西側和改向東北直衝，掠過琉球群島及日本；但紅霞在轉向後的移速飆升至每小時90公里，是其西行速度的大約5倍，只消30小時便由臺灣東南面海域直達日本本州，速度之快在西北太平洋熱帶氣旋中非常罕有。

## 發展過程

### 緩步發展及西移
2015年西北太平洋風季較早開始，首4個月均有熱帶氣旋形成，當中有2個發展為成熟颱風，而4月末至5月初出現的「西風爆發」亦令熱帶氣旋活動頻密和強度偏高的情況延續，紅霞和隨後的颱風白海豚也源於這次「西風爆發」。在東北信風與「西風爆發」匯聚下，一個低壓區於4月30日在楚克附近海面上生成，美國海軍研究實驗室給予熱帶擾動編號92W。聯合颱風警報中心在當晚10時對其在24小時內形成為熱帶氣旋的機會評級為「低」，但該低壓區初期發展較遲緩，該中心直至5月2日凌晨3時才把上述評級提升為「中」，到當日下午4時半再上調為「高」，並對其發出熱帶氣旋形成警報。日本氣象廳則在同日下午2時把該低壓區升格為熱帶低氣壓，並在當晚8時對其發出烈風警報，表示該系統在隨後一日有機會加強為熱帶風暴；同時臺灣中央氣象局則將該系統升格為熱帶性低氣壓。該系統穩定地向西北偏西移動，時速約12至14公里。
聯合颱風警報中心在5月3日早上8時把該系統升格為熱帶低氣壓，並給予編號06W；而日本氣象廳則在翌日（4日）凌晨3時正式把該熱帶低氣壓升格為熱帶風暴，並命名為「紅霞」，給予國際編號1506。同時聯合颱風警報中心和中國國家氣象中心亦把紅霞升格為熱帶風暴，臺灣中央氣象局則將其升格為輕度颱風。紅霞陷入副熱帶高壓脊的弱點位置，移動變得緩慢。由於垂直風切變略為增強，不利紅霞的發展，因此其組織仍然鬆散，低層環流中心局部外露，同時該系統的極地方向流出亦稍微減弱；不過西北太平洋海面水溫仍維持在攝氏28至29度，溫暖海面使得紅霞的強度得以維持。紅霞在當日下午4時進入香港天文台的責任範圍，香港天文台把紅霞評級為熱帶風暴。

### 增強趨勢時快時慢
紅霞於5月5日在尚算良好的環境下，吸收洋面能量並緩慢增強，整合其鬆散組織，系統流出重新加強，同時紅霞繼續往偏西方向緩慢前進。中國國家氣象中心在下午2時將其升格為強熱帶風暴，而香港天文台亦緊隨其後，在下午4時把紅霞升格為強烈熱帶風暴。日本氣象廳到翌日（6日）凌晨2時50分才把紅霞升格為強烈熱帶風暴，而聯合颱風警報中心在這時候已率先將其升格為颱風。副熱帶高壓脊在當日加強，填補先前的弱點位置，驅使紅霞開始加速西移，時速約16至18公里，橫過雅蒲島，向菲律賓長驅直進。仍然炎熱的海水繼續供應強大能量，使紅霞的強度在當日穩步上揚，系統流出呈放射狀，中心結構進一步鞏固，形成中心密集雲團和「雲捲風眼」。中國國家氣象中心在下午5時把紅霞升格為颱風，日本氣象廳和香港天文台分別在當晚8時及9時45分跟隨，臺灣中央氣象局在晚上8時亦把紅霞升格為中度颱風。
由於副熱帶高壓脊支配菲律賓以東海域，紅霞在5月7日繼續採取西北偏西路徑，移速加快至每小時20公里，直逼菲律賓呂宋；紅霞的強度亦持續上升，螺旋雲帶變得緊密，並捲入中心密集雲團。中國國家氣象中心和香港天文台分別在下午2時及4時正把紅霞升格為強颱風。但之後紅霞的增強趨勢停止大半日，其「雲捲風眼」一直未能轉為一個真正的風眼，甚至曾經變為「雲塞風眼」；直至5月8日中午過後，紅霞的強度才再次微升，並成功打開一個直徑約25公里的風眼；同時紅霞的路徑漸轉為偏西北。各電腦數值預報模式及官方氣象部門預測均顯示，副熱帶高壓脊將轉趨減弱，使紅霞吹襲呂宋後順時針轉向東北移動，逼近臺灣及琉球群島；不過紅霞究竟是在橫掃呂宋並進入南海東北部後才急轉彎，還是擦過呂宋東北角後隨即於呂宋海峽內轉向，各部門的預報仍有分歧，日本氣象廳、中國國家氣象中心、臺灣中央氣象局均預計是後者，而聯合颱風警報中心，以及香港天文台當時仍在內部測試的5日預測路徑則是前者。

### 巔峰擦呂宋後轉向

紅霞以頂峰強度擦過呂宋的一刻，其眼壁掠過聖安娜一帶後旋即崩塌，中心結構亦受損，因而出現環流緊縮。

紅霞之後再次暫停其增強趨勢，風眼變得模糊不清。聯合颱風警報中心在5月9日早上8時更一度評定紅霞的接近中心最高持續風速回落至95節（約每小時175公里，以1分鐘平均風速計算），但6小時後隨著紅霞再次恢復增強，以及風眼再度顯現，該部門評估紅霞的中心風力回復為原先的105節（約每小時195公里）。中國國家氣象中心於下午5時更把紅霞升為超強颱風，香港天文台於下午6時半亦跟隨升格。入夜後紅霞的渾圓風眼擴大，直徑增至超過35公里，在衛星雲圖上變得清晰可見，這代表紅霞的強度進一步提升。呂宋以東海域的表面水溫達到攝氏30度以上，更炎熱的海面促使紅霞加速增強，其眼壁雲頂溫度下降至攝氏-80度，足見紅霞已經發展成熟。聯合颱風警報中心在翌日（5月10日）凌晨2時把紅霞升格為超級颱風，更在早上8時把紅霞的強度進一步上調至相當於薩菲爾-辛普森颶風等級中最高的「5級颱風」級別，接近中心最高持續風速達140節（約每小時260公里），使紅霞成為年內第2個超級颱風；與此同時，臺灣中央氣象局亦把紅霞升格為強烈颱風。日本氣象廳則在上午9時把紅霞的中心風力評為105節（約每小時195公里），對應的強度形容是「猛烈的」，成為繼美莎克後，年內第二個達到「猛烈的」評級的熱帶氣旋。一道中緯度西風槽抑制副熱帶高壓脊的伸展，紅霞逐漸移至副熱帶高壓脊西南側，偏南引導氣流使紅霞移動路徑的北向量增加，因此紅霞在凌晨開始呈現西北偏北之移動路線，正面吹襲呂宋東北部，其中心在同日傍晚擦過卡加延省聖安娜沿岸，隨即進入巴林塘海峽。菲律賓大氣地球物理和天文管理局表示紅霞於下午4時45分在卡加延省聖安娜登陸，不過亦有部份氣象部門判定紅霞沒有登陸，只是眼壁僅僅掃過。
受到呂宋地形摩擦，紅霞的環流緊縮、強度快速回落，原先顯而易見的風眼迅速變為「雲塞風眼」，臺灣中央氣象局在晚上8時把紅霞降格為中度颱風；同時紅霞已經到達副熱帶高壓脊的西側，因此紅霞在5月11日午夜時份開始採取北移路徑，移速漸增至每小時30公里，掠過呂宋海峽。到了早上，紅霞的風眼更被填塞，眼壁崩解、中心結構被毀壞，系統南面環流遭受的破壞最為明顯。聯合颱風警報中心在凌晨2時把紅霞降格為颱風，中國中央氣象台和香港天文台亦先後在凌晨5時和早上6時半把紅霞降格為強颱風，更分別在下午2時和3時半把紅霞進一步降格為颱風，與上一次降格只相距9小時。紅霞開始受西風帶影響，在日間漸轉向東北偏北移動，晚上其移速飆升至每小時50公里，橫過臺灣東面海域，移向琉球群島。雖然紅霞的環流縮小及變得緊密，加上以高速遠離菲律賓，很快便脫離呂宋的地形影響，但是西風帶的強烈垂直風切變令紅霞的強度無法回升，這反映紅霞的巔峰時期已過去。

### 東北疾行橫掃日本

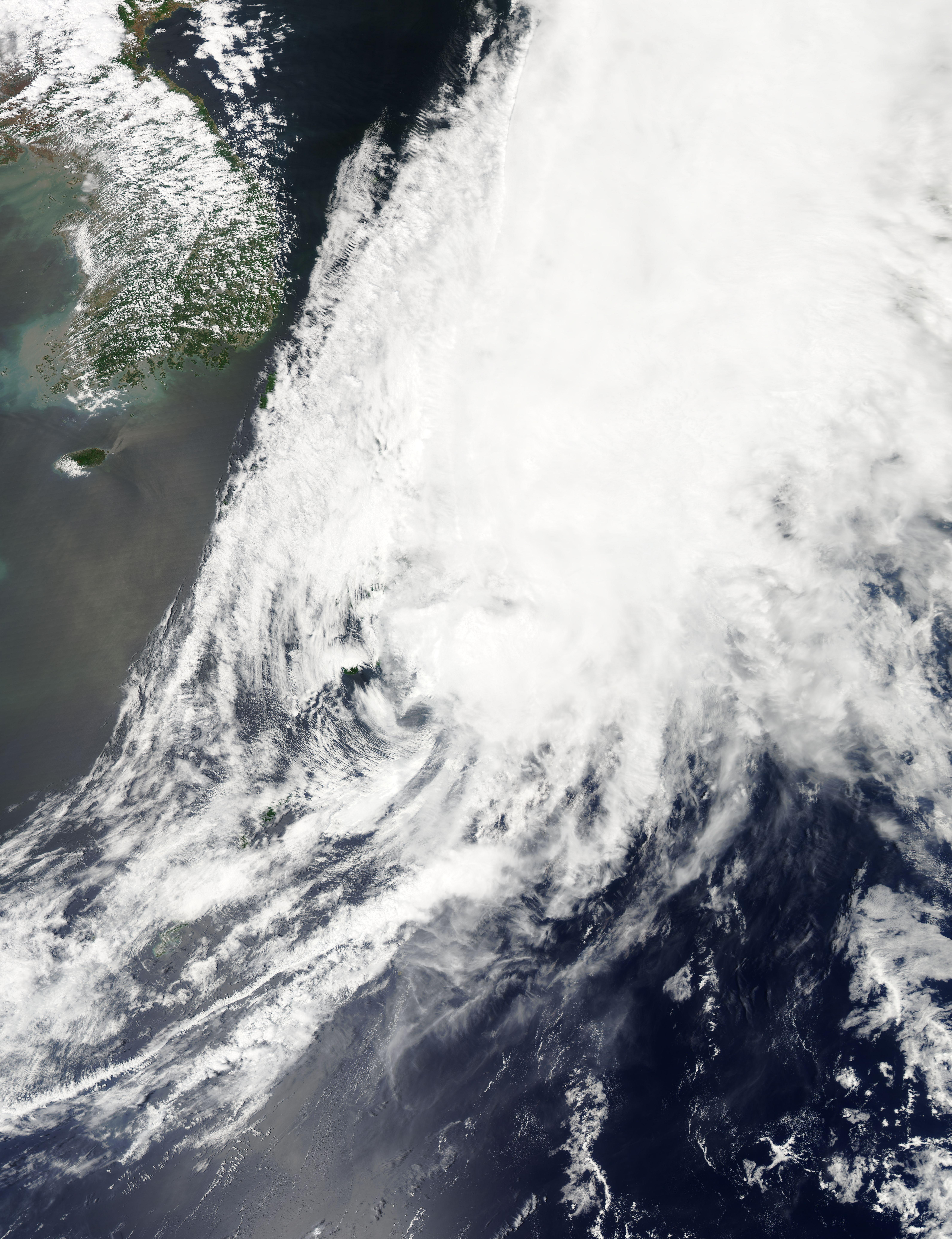
紅霞在5月12日以高速直撲日本，其環流已與冷鋒前沿雲帶相連，深層對流亦向東北切離。

受到西風帶的強勁盛行西風，以及該處的噴射氣流（稱為「西風急流」）帶動，疊加副熱帶高壓脊北面的西南引導氣流，紅霞在5月12日採取偏東北路線，並再急劇加速到時速80至90公里，飛快地橫掃琉球群島，直衝向日本南方海域。雖然受「西風急流」帶動的熱帶氣旋移速會明顯較快，但是每小時90公里的移速在西北太平洋的熱帶氣旋而言仍相當罕見。該區的水溫相比菲律賓以東海域明顯較低，能量供應缺乏，同時較早前於華中形成的低壓槽轉化為冷鋒並往東南方向移動，經過華南及華東沿岸移出東海，加劇西風帶內本已十分強烈的垂直風切變之餘，亦帶來不利熱帶氣旋發展的乾冷空氣。這使得紅霞的強度持續下降，對流向東北切離，中心密集雲團亦嚴重損毀。衛星雲圖上可見，冷鋒前沿的雲帶已與紅霞的環流相連，紅霞被切離的深層對流比其中心更快抵達日本。冷空氣入侵破壞熱帶氣旋的暖心結構，加上西風帶的斜壓環境，各部門均預計紅霞在高速掠過日本之際，會逐漸轉化為溫帶氣旋。中國國家氣象中心首先在凌晨5時把紅霞降格為強熱帶風暴，聯合颱風警報中心接著在早上8時把紅霞降格為熱帶風暴，同時臺灣中央氣象局把紅霞降格為輕度颱風。日本氣象廳和香港天文台在上午11時45分同步把紅霞降格為強烈熱帶風暴，香港天文台更於該日下午4時15分表示紅霞已轉化為溫帶氣旋，當時該系統已到達四國附近海域。日本氣象廳緊隨其後，在下午6時表示紅霞已轉化為溫帶氣旋。此外聯合颱風警報中心亦於下午2時對紅霞發出最後警報。
紅霞轉化而成的溫帶氣旋之後繼續以高速往東北前進，於靜岡縣沼津市附近登陸，並侵襲關東地方，後於翌日（5月13日）橫越千島群島以東、堪察加半島以南海域，並改往東至東北偏東方向移動。該系統維持多3日後，在5月16日抵達阿留申群島以南海域，並越過國際換日線，然後才完全消散。

### 事後調整
香港天文台在6月1日公佈「2015年5月熱帶氣旋概述」，把紅霞巔峰時期的接近中心最高持續風速由每小時230公里，稍為下調至每小時220公里。日本氣象廳在事後發佈的最佳路徑中，則把紅霞的強度向上修訂，接近中心最高持續風速上調為110節，但中心最低氣壓反而上調至920百帕斯卡。

## 影響

### 密克羅尼西亞聯邦
紅霞在5月6日橫掃雅蒲島，為當地帶來狂風暴雨。當地刮起9至10級旋風，雅蒲島國際機場錄得最高陣風為每小時68英里，即每小時109公里；此外當地亦錄得1尺、即超過300毫米雨量。紅霞的路徑近乎橫越法伊斯及烏利西，該兩個環礁是較早前颱風美莎克正面吹襲雅蒲島時的重災區。

### 菲律賓
當地發出之最高風暴信號：四號風暴信號
5月7日凌晨5時，菲律賓大氣地球物理和天文服務管理局將已進入責任範圍的紅霞評級為颱風，並命名為「Dodong」，開始發佈熱帶氣旋資訊。半日後，菲律賓大氣地球物理和天文服務管理局在同日下午5時發出一號風暴信號。隨著紅霞步步進逼，菲律賓大氣地球物理和天文管理局在5月8日下午5時發出二號風暴信號，後於5月9日上午11時發出三號風暴信號。由於紅霞直逼呂宋東北角，並進一步增強，菲律賓大氣地球物理和天文管理局在5月10日上午11時發出四號風暴信號，是繼2013年颱風海燕摧毀菲律賓中部群島後，1年半以來當局首次發出四號風暴信號。呂宋北部及巴丹群島吹9至10級西北風，且風勢顯著增強。當局表示，紅霞於當日下午4時45分在呂宋卡加延省聖安娜沿海登陸。當地海面掀起巨大風暴潮，並受12級旋風影響。
紅霞掠過聖安娜後，向北移動並轉趨減弱，呂宋北部及巴丹群島轉吹西至西南風，雖仍達12級，但風力已不及登陸前，菲律賓大氣地球物理和天文服務管理局在當晚11時解除四號風暴信號。隨著紅霞強度繼續下降，並加速遠離，當地風勢迅速而顯著緩和，當局在5月11日下午5時同時解除二號及三號風暴信號，再於當晚11時解除所有風暴信號。雖然當地發出1年半以來首個四號風暴信號，但是紅霞未有在當地造成重大傷亡或破壞，僅有2人於執行防風措施期間觸電喪生，超過3800人需要疏散、4500人受災；而當地的經濟損失接近1630萬披索，即超過36萬美元。

### 臺灣
當地發出之颱風警報：海上颱風警報
| 彭佳嶼 · 12.6 m/s板橋 · －鞍部 · 5.4 m/s竹子湖 · 2.8 m/s淡水 · 4.6 m/s基隆 · 2.9 m/s臺北 · 5.3 m/s新屋 · －新竹 · 3.3 m/s宜蘭 · 4.3 m/s蘇澳 · 5.5 m/s花蓮 · 4.4 m/s成功（新港） · 9.9 m/s臺東 · 4.5 m/s大武 · 5.6 m/s蘭嶼 · 22.9 m/s臺中 · 2.5 m/s梧棲 · 9.2 m/s日月潭 · 3.5 m/s阿里山 · 2.5 m/s嘉義 · 3.8 m/s玉山 · 17 m/s臺南 · 6.7 m/s高雄 · 6.3 m/s恆春 · 7 m/s澎湖 · 6.6 m/s東吉島 · 9.5 m/s金門 · 5.2 m/s馬祖 · 3.7 m/s 中華民國交通部中央氣象署署屬氣象測站測得最大持續風力。圖例： · 無數據 · 測得5級風或以下 · 測得6至7級風 · 測得8至9級風 | 彭佳嶼 · 19.3 m/s板橋 · －鞍部 · 12.3 m/s竹子湖 · 9.7 m/s淡水 · 10.2 m/s基隆 · 9.7 m/s臺北 · 14.4 m/s新屋 · －新竹 · 7.4 m/s宜蘭 · 8.7 m/s蘇澳 · 11.9 m/s花蓮 · 9.2 m/s成功（新港） · 16.5 m/s臺東 · 10 m/s大武 · 14 m/s蘭嶼 · 49.3 m/s臺中 · 7.5 m/s梧棲 · 12.9 m/s日月潭 · 8.3 m/s阿里山 · 6.4 m/s嘉義 · 8.2 m/s玉山 · 22.4 m/s臺南 · 11.8 m/s高雄 · 11.9 m/s恆春 · 14.8 m/s澎湖 · 12.1 m/s東吉島 · 14 m/s金門 · 11.4 m/s馬祖 · 10.6 m/s 中華民國交通部中央氣象署署屬氣象測站測得最大陣風。圖例： · 無數據 · 測得5級風或以下 · 測得6至7級風 · 測得8至9級風 · 測得12至15級風 |

由於紅霞增強為強烈颱風，交通部中央氣象局在5月10日早上8時半對臺灣東南部（包括綠島、蘭嶼）海域、巴士海峽發布海上颱風警報，當時紅霞位於鵝鑾鼻之南南東約600公里。同日下午5時半，當颱風中心移至鵝鑾鼻之南南東方約430公里時，警報範圍擴展至臺灣東北部海域。紅霞擦過菲律賓呂宋後減弱為中度颱風，然而氣象局在當晚一度表示不排除發佈陸上颱風警報，並指紅霞北轉時間是侵臺關鍵；直至翌日（11日）早上，氣象局表示紅霞在中午或之前對臺灣影響最大，但由於紅霞逐漸減弱，預計無需發佈陸上颱風警報。而在紅霞影響下，10日晚上至11日恆春半島及東臺灣有大雨及長浪，綠島及蘭嶼天氣惡劣，11日更需全日停課，並在下午停班。紅霞在11日中午12時最接近臺灣本島，在鵝鑾鼻之東南東方約170公里掠過。隨後紅霞轉向並加速遠離，氣象局表示最快當日傍晚會解除所有颱風警報；當紅霞移至臺東之東北東約290公里處時，氣象局於晚上8時半解除所有颱風警報。

### 日本
當地發布之最高風力警報：暴风警报
紅霞在5月11日轉向後，加速逼近琉球群島，並在翌日（5月12日）以時速80至90公里之高速橫掃當地。石垣島錄得暴風，最高持續風速為每小時104公里，是該島有紀錄以來5月份最高紀錄；下地島更受12級風影響，最高持續風速為每小時131公里，陣風更達每小時172公里。沖繩縣之農業損失達28億日圓（相當於2320萬美元），其中宮古郡損失最大。
紅霞之後轉化為溫帶氣旋，並直撲日本本州，於當晚掠過關東地方，1人在京都市被暴風吹倒，墜地重傷及骨折。鹿兒島縣德之島伊仙町受颱風影響而出現龍捲風，共有2棟房屋因此受損，其中1棟甚至全毀，當中受災人口5人。

## 熱帶氣旋信號使用紀錄

### 菲律賓
| 菲律賓大氣地球物理和天文服務管理局 風暴信號 | 菲律賓大氣地球物理和天文服務管理局 風暴信號 | 菲律賓大氣地球物理和天文服務管理局 風暴信號 |
| ------------------------------------------- | ------------------------------------------- | ------------------------------------------- |
| 上一熱帶氣旋                                | 一號風暴信號                                | 下一熱帶氣旋                                |
| 颱風美莎克                                  | 一號風暴信號                                | 強烈熱帶風暴蓮花                            |
| 颱風美莎克                                  | 二號風暴信號                                | 強烈熱帶風暴蓮花                            |
| 颱風美莎克                                  | 三號風暴信號                                | 颱風天鵝                                    |
| 超強颱風海燕                                | 四號風暴信號                                | 颱風巨爵                                    |

### 臺灣
| 中華民國交通部中央氣象局 颱風警報 | 中華民國交通部中央氣象局 颱風警報 | 中華民國交通部中央氣象局 颱風警報 |
| --------------------------------- | --------------------------------- | --------------------------------- |
| 上一熱帶氣旋                      | 海上颱風警報                      | 下一熱帶氣旋                      |
| 輕度颱風鳳凰                      | 海上颱風警報                      | 輕度颱風蓮花                      |

## 釋義
1. ↑  「西風爆發」是指大尺度西風氣流在赤道附近的太平洋出現，持續時間可以長達數星期。此現象有利低緯度地區出現較多低壓系統，部份甚至可以發展成熱帶氣旋。[5]
2. ↑  當有2種以上全球預報模式表示一低壓區將於未來48小時內發展為熱帶氣旋，聯合颱風警報中心則將該系統之熱帶氣旋形成機會評級為「低」。除非環境特別優良，否則該系統在24小時內發展為熱帶氣旋的機會甚微。[9]
3. ↑  當有3種以上全球預報模式表示一低壓區將於未來48小時內發展為熱帶氣旋，聯合颱風警報中心則將該系統之熱帶氣旋形成機會評級為「中」。一般而言，即使發展機會增大，系統在24小時之後發展成熱帶氣旋的機會才會較大；但若環境良好，系統亦可於24小時內形成熱帶氣旋。[9]
4. ↑  當有3種以上全球預報模式表示一低壓區將於未來24小時內發展為熱帶氣旋，聯合颱風警報中心則將該系統之熱帶氣旋形成機會評級為「高」，並同步發出熱帶氣旋形成警報。此時該系統於24小時之內形成熱帶氣旋的機會極高，若氣象因素非常有利，該系統更可於6小時內增強為熱帶低氣壓。[9]
5. ↑  聯合颱風警報中心會為所有於其責任範圍內被該部門評定為熱帶氣旋的系統作出編號，由兩位數及一個英文字母組成。英文字母表示該熱帶氣旋形成的區域，西北太平洋（包括南海、東海）以W表示；而兩位數字則指熱帶氣旋於當年在英文字母所表示的區域內形成次序，換言之「06W」即指紅霞是年內第6個於西北太平洋區域內形成的熱帶氣旋。此編號系統每年重新開始。
6. ↑  作為世界氣象組織指定的西北太平洋區域專責氣象中心，日本氣象廳負責西北太平洋區域內（包括南海、東海）的熱帶氣旋正式編號與命名工作：每當該機構把一個熱帶低氣壓升為熱帶風暴時，該機構亦會依照在世界氣象組織颱風委員會上通過的名稱表作出命名，同時給予4位數字的國際編號。前兩位數字為當年公元紀年最後兩位數（2015），而後兩位代表紅霞是2015年西北太平洋上第6個被日本氣象廳評為熱帶風暴級別的熱帶氣旋。
7. ↑  「中心密集雲團」是達強烈熱帶風暴級別之熱帶氣旋所擁有的一種特徵，在衛星雲圖上所見為一渾圓，集中及具有組織的密集雲區在中心附近旋轉，通常為積雨雲或塔狀積雲，會引致中心附近有雷暴發生。中心密集雲層區之下應有相當明顯而成熟的螺旋雲帶，同時伸展到雲帶之外；當熱帶氣旋進一步增強至颱風程度時，風眼也會開始在此處的中心區域形成[27]
8. ↑  「雲捲風眼」是熱帶氣旋中心當中，由螺旋雲帶旋捲成之缺乏組織的眼牆，結構看來較不佳。此現象以發生在熱帶氣旋環流中吹西北風象限內者較為普遍，其維持時間隨當時形成熱帶氣旋的氣象環流條件不同而異，出現時間或長或短[28][29]
9. ↑  溫度範圍達CMG極限（Cold Medium Gray，溫度範圍為攝氏-80至-76度）。雲頂溫度愈低代表熱帶氣旋對流愈強。[38]
10. ↑  雖然日本氣象廳未於「颱風」之上再設立更高分級，但是氣象廳對內會將達「颱風」級別的熱帶氣旋再分3種強度形容詞顯示，分別是「強的」（強い，Strong）、「非常強的」（非常に強い，Very Strong）和「猛烈的」（猛烈な，Violent）。3種強度形容詞中以「猛烈的」為最高，接近中心最高持續風速為105節或以上（每小時194公里或以上），門檻稍高於中國國家氣象中心及香港天文台之「超強颱風」，以及臺灣中央氣象局之「強烈颱風」（兩者皆為每小時185公里或以上）。
11. ↑  「輻散」是指空氣由一個中心向四周散開，通常只有氣旋式輻散，形成原因和輻合的機制相若，只是一般是在高壓系統發生。高空也能有高壓，所以高空也能有輻散，高空輻散足夠又有水氣時就可能降雨，形成原因和輻合相若。[42][43]
12. ↑  「輻合」是指空氣匯聚的現象，其中又可分為「氣旋式輻合」和「切變式輻合」二種：在地面，空氣在地轉偏向力、氣壓梯度力、地形摩擦力以及離心力之共同作用下，以逆時針通過等壓線，呈螺旋式向低壓中心推進，形成風。若低壓中心有閉合等壓線（例如熱帶氣旋），則因角動量守行，離心力加大，而進一步平衡氣壓梯度力，於是產生旋風。同時空氣被迫抬升，空氣上升後地面氣壓便會進一步下降，此即「氣旋式輻合」。而「切變式輻合」則是二種不同風向的風輻合，而使空氣因壓迫抬升，這種切變式的輻合通常出現於鋒面或低壓槽處，和前者輻合的分別只是氣旋式的風向變化比較不明顯。[42][43]
13. ↑  高空西風帶環繞副極地低壓的等壓線移動，當副極地低氣壓出現冷心斜壓槽時，即為「西風槽」。槽中有強正渦平流，槽前有輻散[注 11]運動常伴隨低空溫帶氣旋的發展，槽後輻合[注 12]則伴隨地面反氣旋之增強。西風槽東移時亦使副熱帶高壓脊東退，西風帶中的長波槽（东亚大槽位於東經120至150度）將推動熱帶氣旋轉往東北方向行進。[44][45]

## 外部連結
- （日語）日本氣象廳：1506最佳路徑數據 （页面存档备份，存于）、2015年熱帶氣旋最佳路徑（數據 （页面存档备份，存于）、路徑圖 （页面存档备份，存于））
- （英文）美國聯合颱風警報中心：06W最佳路徑數據 （页面存档备份，存于）、超級颱風紅霞最佳路徑圖
- （英文）美國海軍研究實驗室：06W檔案[]
- （简体中文）中國國家氣象中心：2015年熱帶氣旋最佳路徑數據
- （繁體中文）中華民國交通部中央氣象局：侵臺颱風資料庫——強烈颱風紅霞、紅霞最佳路徑圖
- （繁體中文）香港天文台：2015年5月熱帶氣旋概述 （页面存档备份，存于）、《2015熱帶氣旋年刊》（有待公佈）、實時天氣稿（5月4日 （页面存档备份，存于）－5日 （页面存档备份，存于）－6日 （页面存档备份，存于）－7日 （页面存档备份，存于）－8日 （页面存档备份，存于）－9日 （页面存档备份，存于）－10日 （页面存档备份，存于）－11日 （页面存档备份，存于）－12日 （页面存档备份，存于））
- （英文）菲律賓大氣地球物理和天文管理局：2015年熱帶氣旋年報 （页面存档备份，存于）